# Travis Knight (animateur)
Pour les articles homonymes, voir Knight.
Travis Knight est un artiste animateur, producteur et réalisateur américain, né en 1973 à Hillsboro dans l'Oregon. Il a également été rappeur sous le pseudonyme de Chlly Tee.
Il est le fils du magnat d'affaire Philip Knight, créateur de Nike.

## Biographie

### Enfance et jeunesse
Travis Knight est né à Hillsboro, dans la banlieue de Portland dans l'Oregon. Il est le fils de Penny Parks et de Philip Knight, magnat d'affaire et fondateur de Nike. Travis Knight fréquente le Jesuit High School près de Beaverton dans l'Oregon et sort diplômé de l'Université de Portland.

### Musique
Travis Knight sort son premier album de rap en 1993 sous le pseudonyme de Chlly Tee avec le label The Bomb Squad.

### Carrière
Après ses débuts dans le rap, Travis Knight est engagé par le studio d'animation de Will Vinton en 1998. C'est son père Phillip Knight, qui vient d'investir 5 millions de dollars dans la compagnie pour soutenir son expansion et son développement dans les nouvelles technologies, qui lui a décroché un poste de stagiaire au sein du studio.
À la suite d'une série de mauvais choix économiques, le studio se retrouve bientôt endetté à nouveau et Phillip Knight est prié d'investir à nouveau plusieurs millions. Celui-ci accepte à condition de devenir actionnaire majoritaire et de prendre le contrôle du studio. En 2002 il prend donc la tête du conseil d'administration et en 2003 Travis Knight le rejoint. En 2005, le studio se renomme Laika et Travis Knight en devient le PDG. Laika, soutenue par les fonds de Phillip Knight (il versera 180 millions de dollars pour financer le développement du studio) produira Coraline (financé à hauteur de 50 millions par Phillip Knight), L'Étrange Pouvoir de Norman, Les Boxtrolls et Kubo et l'Armure magique, son premier film en tant que réalisateur. En mars 2017, il est choisi comme réalisateur du spin-off de Bumblebee qui sera son premier film en prises de vues réelles.
Il réalise ensuite le film d'animation Wildwood prévu pour 2025. Il enchaîne avec Masters of the Universe, prévu en 2026, et adapté de la célèbre licence de Mattel.

### Vie privée
Travis Knight est marié et père de trois enfants[réf. nécessaire].

## Filmographie
Sauf indication contraire, les informations mentionnées dans cette section peuvent être confirmées par la base de données cinématographiques IMDb,  présente dans la section « Liens externes ».

### Réalisateur
- 2016 : Kubo et l'Armure magique (Kubo and the Two Strings)
- 2018 : Bumblebee
- 2025 : Wildwood
- 2026 : Masters of the Universe

### Animateur
- 2002 : Dia de Los Muertos (court-métrage)
- 2005 : Moongirl d'Henry Selick (court-métrage)
- 2009 : Coraline d'Henry Selick
- 2012 : L'Étrange Pouvoir de Norman (ParaNorman) de Sam Fell et Chris Butler
- 2014 : Les Boxtrolls (The Boxtrolls) de Graham Annable et Anthony Stacchi
- 2016 : Kubo et l'Armure magique (Kubo and the Two Strings)

### Producteur
- 2012 : L'Étrange Pouvoir de Norman (ParaNorman) de Sam Fell et Chris Butler
- 2014 : Les Boxtrolls (The Boxtrolls) de Graham Annable et Anthony Stacchi
- 2016 : Kubo et l'Armure magique (Kubo and the Two Strings)
- 2019 : Monsieur Link (Missing Link) de Chris Butler